# Megaphorus flavidus
Megaphorus flavidus là một loài ruồi trong họ Asilidae. Megaphorus flavidus được Cole miêu tả năm 1964. Loài này phân bố ở vùng Tân Bắc giới.